# Driedollarmunt
De driedollarmunt was een gouden Amerikaanse dollarmunt die werd geslagen van 1854 tot en met 1889. De munt werd ontworpen door James B. Longacre.